# Aleks Syntek
Raúl Alejandro Escajadillo Peña (Mérida, Yucatán, 29 de septiembre de 1969), conocido como Aleks Syntek, es un cantautor y productor mexicano de pop, pop rock y balada romántica. Ha obtenido siete nominaciones a los Premios Grammy Latinos, una nominación al premio Grammy, cinco nominaciones a los premios MTV latinos, y fue ganador de dos premios Billboard latino. De igual forma, obtuvo el premio Ariel de la academia de Cinematografía Mexicana a la mejor música de película. Además, forma parte del consejo directivo de la Sociedad de Autores y Compositores de México (SACM).
Syntek ha compartido el escenario con artistas como Cómplices, Fey, Enrique Iglesias, OV7, Kylie Minogue, Miguel Bosé, Juan Gabriel, Malú, Sandoval, Los Ángeles Azules, Alejandro Sanz, Noel Schajris, Leonel García, Cristian Castro, Armando Manzanero, Tiziano Ferro, Laura Pausini, Ximena Cetina y La Orquesta Filarmónica de las Américas con Alondra de la Parra, Ana Torroja, Rubén Blades, Jesse y Joy y David Bisbal.

## Biografía
De niño, en los años 1970, participó en comerciales para la televisión. Participó en el programa «Rehilete» producido por RTC, y después como comediante inicia con «Alegrías de medio día (infantil)» en 1979 que después derivó en el programa de televisión «Chiquilladas» transmitido por Televisa en la primera mitad de la década de 1980. Tras su salida del programa decide dedicarse por completo al mundo de la música trabajando como asistente y programador en estudios de grabación musical. Fue apodado por sus amigos debido a un suceso curioso: Aleks en ese entonces no contaba con el dinero suficiente para comprar un teclado, por lo que solía pedirlos prestados a sus amigos, dicha situación hizo que lo conocieran como «El Sin Teclados», que después derivó a llamarlo Syntek.[cita requerida] Después de haber participado con miembros del grupo Caifanes para formar la banda «Pistolas de Platino» y después de formar parte de Kenny y los Eléctricos hasta que en 1987 formó su propio grupo, llamado Aleks Syntek y la Gente Normal.
Como intérprete y cantante, Aleks ha lanzado nueve álbumes, recibiendo numerosos discos de Platino y Oro por las altas ventas de los mismos. Ha recibido también tres Billboard Awards, un Latin Grammy Award, multi-nominado al Grammy Latino y multi-nominado en MTV Latino, así como otros premios especiales tales como «The Honor Composer Achievement Award» entregado por la cadena Univision de las manos del actor Edward James Olmos y «The Music Legacy Award» entregado por SESAC American Society of Composers (Sociedad Americana de Compositores).
Su trabajo no se centra solamente en el pop y rock, sino que también ha compuesto música instrumental para películas y cortos con excelentes resultados comerciales, cuando en 1999 fue galardonado el Premio de la academia mexicana de cinematografía «Ariel» en la categoría the «Mejor Composición Original para Películas» por «Sexo, Pudor y Lágrimas». También ha trabajado para Disney Latino escribiendo y cantando su adaptación de la canción «We Belong Together» (la cual ganó el Óscar a la mejor canción original), compuesta por Randy Newman para Toy Story 3. Realizó el tema «Ricas Frutas» para Sesame Street mundial a través del sello Putumayo. En 2005 colabora con el tema «Un héroe real» para la cinta de animación Robots y realiza el doblaje para Hispanoamérica del personaje principal «Rodney Hojalata» y en Mi villano favorito como el antagonista «Vector» al lado de Andrés Bustamante (la voz hispanoamericana de Gru).
El 18 de agosto de 2010 el Secretario de Educación Pública, Alonso Lujambio presentó el tema de los festejos de Bicentenario de México: «El futuro es milenario» escrito por Jaime López e interpretado por Aleks Syntek.
En la última mitad de 2011 Aleks participó como pionero del programa de concurso para nuevos cantantes llamado «La Voz... México» al lado de Lucero, Espinoza Paz y Alejandro Sanz, dicha emisión batió récords de audiencia en la historia de la televisión Mexicana. En su participación, Aleks realizó duetos con sus compañeros del programa, así como con artistas invitados como Laura Pausini, David Bisbal, Amaia Montero y Joy del dueto Jesse & Joy. El ganador de su equipo, Óscar Garrido, quedó en el 3.er lugar de la competencia.
En julio de 2012, después de 22 años de pertenecer a EMI Televisa Music, se mudó al sello Sony Music y lanzó su primer álbum bajo este sello discográfico a nivel internacional y en más de 40 países bajo el nombre de «Syntek + Syntek», promociona la edición especial de su más reciente producción «Romántico desliz» estrenado el 6 de mayo de 2014.
Aleks lanza el 17 de septiembre del mismo año su primer sencillo después de un par de años llamado «La tormenta» para después presentarnos su nuevo disco llamado «Syntek + Syntek» y en el cual regresa al sonido electrónico y New wave que lo distinguió al principio de su carrera. Al mismo tiempo la cantante española Malú lo invita a su disco de duetos logrando llegar a Disco de Platino en España con el sencillo «Solo el amor nos salvará» también de la autoría de Syntek y el cual fue interpretado por ambos durante la emisión del programa «La Voz España».
Recientemente[¿cuándo?]  también participó como conductor de National Geographic «Sorprendentemente» por el canal de Nat Geo Latinoamérica.
El 28 de octubre de 2013 lanzó el tema «Corazones invencibles» como parte de la banda sonora de la telenovela mexicana de Televisa de 2013 «Lo que la vida me robó», protagonizada por Angelique Boyer, Sebastián Rulli, Luis Roberto Guzmán y Daniela Castro y que actualmente lleva semanas en primer lugar nacional de Radio en Chart Global.
En 2015 presentó el tema «Tan cerquita» en colaboración con Cristian Castro que logra posicionarse en el Top 20 del ranking de Monitor Latino.
En 2017, lanzó Trasatlántico, un disco en forma de tributo hacia los mayores éxitos de los años 80, mismo que contó con la participación de los más grandes artistas de la época, tales como David Summers (Hombres G), Ana Torroja, Ana Belén, Teo Cardalda, entre muchos más.

## Discografía
| Álbumes de estudio: Con «La Gente Normal» (grupo de Syntek) - 1991: ¡Hey tú! - 1993: Más fuerte de lo que pensaba - 1995: Bienvenido a la vida - 1997: Lugar secreto Como solista - 2001: De noche en la ciudad - 2004: Mundo Lite - 2007: Lección de vuelo - 2010: Métodos de placer instantáneo - 2012: Syntek - 2014: Romántico desliz - 2017: Trasatlántico - 2021: Anatomía del amor Álbumes en directo o en vivo: - 1999: 89-99 - 2005: Mundo live - 2008: Plug & play - 2009: Veinte años en vivo - 2010: iTunes originals Álbumes de Banda sonora: - 1999: Sexo, pudor y lágrimas Recopilatorios, remixes y EP: - 1999: Sexo, pudor y lágrimas: Remixes - 2000: 89-99 - 2003: Múltiple - 2007: 40 éxitos - 2009: 20: 1989-2009 - 2011: Celebrando la voz - 2012: 3 décadas de duetos | Sencillos: ¡Hey tú!: - «Hey tú!» - «Unos quieren subir» - «Una pequeña parte de ti» Más fuerte de lo que pensaba: - «El camino» - «Mis impulsos sobre ti» - «Más fuerte de lo que pensaba» - «La tierra por conquistar» Bienvenido a la vida: - «La fe de antes» - «Evolución» - «Bienvenido a la vida» Lugar secreto: - «Sin ti» - «Lindas criaturitas» - «Otra parte de mi» - «Volando bajo» 89-99: - «Sexo, pudor y lágrimas» - «Tú necesitas» - «Sintonización» De noche en la ciudad: - «Por volverte a ver» - «De noche en la ciudad» - «Bendito tu corazón» Mundo Lite: - «Te soñé» - «Un héroe real» - «Duele el amor» (con Ana Torroja) - «A veces fui» | Lección de vuelo: - «Intocable» - «Historias de danzón & de arrabal» - «Hasta el fin del mundo» (con Bon y los Enemigos del Silencio) Métodos de placer instantáneo: - «Loca» - «Más de mil años» - «Sin motor» Syntek: - «La tormenta» - «Sólo el amor nos salvará» (con Malú) Romántico desliz: - «Corazones invencibles» - «Este amor que pudo ser» - «Tu recuerdo divino (Versión Bodas)» (con Los Ángeles Azules) - «Tan cerquita» (con Cristian Castro) - «Hasta el cielo alcanzar» (tema para la película El Americano: The Movie, no incluido) Trasatlántico: - «El ataque de las chicas cocodrilo» (con David Summers) - «Es por ti» (con Teo Cardalda) - «Lucha de gigantes» Anatomía del amor: - «La extinción de las especies» - «Eclipse de luna» (Versión Solitaria 2021/ Versión 2022 con Playa Limbo) |

## Colaboraciones
- 1997 Somebody to love - para el álbum Tributo a Queen: Los Grandes del Rock en Español
- 1998 Preso - para el álbum Un Tributo (a José José)
- 1999 Yo no quiero un hermanito - para el álbum Los Cuates de Chabelo
- 2002 Carretera - a dueto con Cecilia Toussaint
- 2002 Oye (Hey There) - a dueto con Adal Ramones
- 2003 Llévame al cielo - a dueto con Kumbia Kings
- 2005 Donde quiera que estés - a dueto con Fey para Selena ¡vive! (concierto y álbum)
- 2005 In my arms - a dueto con Kylie Minogue
- 2005 Un héroe real - como banda sonora de la película  Robots
- 2006 Oh! que gusto de volverte a ver - para el álbum Rigo es Amor
- 2006 Mis impulsos sobre ti - a dueto con Sin Bandera
- 2007 Quién será - para el álbum Homenaje a Pedro Infante
- 2008 Aquí estoy yo - a dueto con Luis Fonsi, Noel Schajris y David Bisbal
- 2009 Si supieras - a dueto con Margarita la Diosa de la Cumbia
- 2010 Somos el mundo - con otros artistas
- 2010 Ay Haití - con otros artistas
- 2010 Que cante la vida por Chile - con otros artistas
- 2010 Herido - a dueto con Celso Piña
- 2010 El futuro es milenario - a dueto con Jaime López
- 2010 Sexo, pudor y lagrimas - a dueto con  Mijares
- 2010 Nos pertenecemos y Yo soy tu amigo fiel (a dueto con Danna Paola) - como soundtracks de la película Toy Story 3
- 2011 Por besarte - a dueto con  Sandoval
- 2012 Duende - a dueto con Miguel Bosé
- 2012 El cielo puede esperar - a dueto con Fey
- 2014 Ríete de amor hasta que mueras - como banda sonora de la película  Cantinflas
- 2015 Mentiras - a dueto con Los Amigos Invisibles
- 2015 Preso - a dueto con José José
- 2016 Debo hacerlo - para el álbum Amor Eterno al Divo / Tributo de Rock
- 2016 20 rosas - a dueto con Los Ángeles Azules
- 2016 Hasta el cielo alcanzar - como banda sonora de la película  El Americano
- 2017 Dónde estás Yolanda - a dueto con La Sonora Santanera
- 2017 Regresa ya - a dueto con Los Baby's
- 2018 Sexo, pudor y lágrimas - a dueto con Los Ángeles Azules
- 2019 Corazones invencibles - a dueto con Super Lamas
- 2019 El blues del esclavo - para el álbum Descanso Dominical (Tributo a Mecano)
- 2020 Tierra - con otros artistas a dueto con  Cómplices

## Televisión
- La Voz Kids Colombia (2024)... Entrenador[4]
- Asombrosamente, de National Geographic Channel. (2015)
- La Voz... México (2011: Primera Temporada)... Coach.
- A Ciencia Cierta en el Canal 11 IPN
- La familia P. Luche (2002/2007/2012)
- Chiquilladas (1982-1983)... Varios personajes
- Mis Huéspedes (1982)
- La Carabina de Ambrosio (1982)
- El Rehilete
- Intro de «La familia P.Luche»
- Intro de «Renta Congelada»
- Intro de «Mita y Mita»
- La Señal - Jingle para XHGC, año 1990[5]

## Doblaje
- 2000: El Camino Hacia El Dorado - Miguel
- 2005: Robots - Rodney Hojalata[6]
- 2010: Mi Villano Favorito - Victor "Vector" Perkins
- 2016: Trolls - Ramón
- 2016: El Americano - Cuco
- 2023: Lunatico - Victor "Vector" Perkins